# Индаял
Индаял (порт. Indaial)  —  муниципалитет в Бразилии, входит в штат Санта-Катарина. Составная часть мезорегиона Вали-ду-Итажаи. Входит в экономико-статистический  микрорегион Блуменау. Население составляет 47 612 человека на 2006 год. Занимает площадь 430,534 км². Плотность населения — 110,6 чел./км².

## История
Город основан 28 февраля 1934 года.

## Статистика
- Валовой внутренний продукт на 2003 составляет 589.884.874,00 реалов (данные: Бразильский институт географии и статистики).
- Валовой внутренний продукт на душу населения на 2003 составляет 13.342,79 реалов (данные: Бразильский институт географии и статистики).
- Индекс развития человеческого потенциала на 2000 составляет 0,825 (данные: Программа развития ООН).

## География
Климат местности: субтропический.